# Михайло Лаханодракон
Михайло Лаханодракон (грец. Μιχαήλ Λαχανοδράκων; д/н — 20 липня 792) — військовий і державний діяч Візантійської імперії.

## Життєпис
Походження достеменно невідомо. Навіть припускають, що прізвище Лаханодракон є пізнішим прізвиськом, наданим йому іконошанувальниками за їх переслідування в часи імператора Костянтина V. Ймовірно, кар'єрі Михайла сприяла активна військова участь в Єрійському соборі 754 року, де під примусом було оголошено іконошанування єрессю. 763 або 764 року на чолі загону захопив монастир Пелекете, де арештував 38 ченців, що не бажали коритися імператору.
766 року призначається стратегом феми Фракісій, отримавши також титул патриція та посаду імператорського протоспафарія. В підвладній фемі активно переслідував іконошанувальників. За словами Феофана Сповідника, в 769/770 році він зібрав ченців і черниць своєї феми в Ефеському циканістріоні (стадіоні для поло), де змусив одружитися, погрожуючи засліпленням та вигнанням на Кіпр, якщо вони відмовляться. Лише частина виступила проти. До 772 року розпустив усі монастирі в своїй фемі, конфіскував їх майно, гроші переслав до імператорської скарбниці.
778 року очолив війська, спрямовані проти Багдадського халіфату. Після запеклої облоги міста Германікею, під час якої сплюндрував навколишню область, візантійці відступили зі значною здобиччю. При цьому захопив сирійців-якобітів, яких було переселено на Балкани.
Продовжив службу й за часів наступного імператора — Лева IV. 780 року завдав арабам поразки на території феми Арменіакон. 781 року змусив арабського еміра Абд аль-Кабіра відступити з-за меж імперії. 782 року відправлений доместиком схол Антонієм до фортеці Магіда (Мала Каппадокія), як авангард, де того несподівано атакував Халід ібн Бармак. Ззгідно арабських джерел візантієць зазнав поразки, або жодна зі сторін не досягла успіху через величезні втрати, але відступ Лаханодаркона розцінили як визнання поразки. Це стало приводом для відсторонення від посад Лаханодракона. Втім основною причиною стало суперництво з регентшею Іриною, яка була прихильницею шанування ікон та бажала панувати самостійно. Але Лаханодракон підтримував дромологофета Григорія, що планував звести на трон братів Лева IV — Никифора або Микиту.
Ймовірно, таємно долучився до повстання вірменських легіонів проти регентші, наслідком чого стало здобуття фактичної влади імператором Костянтином VI. Лаханодракон знову очолив військо та отримав титул магістра. Брав участь у поході імператора 792 року проти Болгарії, де в битві біля Марцелл візантійці зазнали нищівної поразки, а Михайло Лаханодракон загинув.